# Defense Counterintelligence and Human Intelligence Center
Le Defense Counterintelligence and Human Intelligence Center (DCHC), (Centre de contrespionnage et de renseignement d'origine humaine) est une composante de la Defense Intelligence Agency, l'une des agences de la Communauté du renseignement des États-Unis qui fonctionne sous la juridiction du département de la Défense. Il a été fondé en 2008.
Sa mission est de gérer, développer et exécuter les activités de contrespionnage et de renseignement d'origine humaine du département de la Défense des États-Unis à travers le monde.